# Liste der denkmalgeschützten Objekte in Micheldorf
Die Liste der denkmalgeschützten Objekte in Micheldorf enthält die 4 denkmalgeschützten, unbeweglichen Objekte der Gemeinde Micheldorf.

## Denkmäler
| Foto |                 | Denkmal                                                                                            | Standort                                | Beschreibung | Metadaten |
| ---- | --------------- | -------------------------------------------------------------------------------------------------- | --------------------------------------- | --- | --- |
| ja   | Datei hochladen | Hochofen, (ehem. Eisenhüttenanlage) HERIS-ID: 35511 Objekt-ID: 34279                               | bei Hirt 12 Standort KG: Lorenzenberg   | Der Hochofen aus dem Jahr 1806 ist ein bemerkenswertes klassizistisches Industriedenkmal. | BDA-Hist.: Q1621989 Status: Bescheid Stand der BDA-Liste: 2025-06-30 Name: Hochofen, (ehem. Eisenhüttenanlage) GstNr.: .43 Hochofen in Hirt                                |
| ja   | Datei hochladen | Kath. Filialkirche hl. Laurentius und Kirchhof HERIS-ID: 54247 Objekt-ID: 62430                    | Lorenzenberg Standort KG: Lorenzenberg  | An der Außenmauer der frühgotischen Kirche sind einige römerzeitliche Steindenkmale eingemauert. Die Inneneinrichtung umfasst zwei Altäre vom späten 17. Jh. und einen spätgotischen Schnitzaltar. | BDA-Hist.: Q17148730 Status: § 2a Stand der BDA-Liste: 2025-06-30 Name: Kath. Filialkirche hl. Laurentius und Kirchhof GstNr.: .68 Filialkirche hl. Laurentius, Micheldorf |
| ja   | Datei hochladen | Kath. Pfarrkirche hl. Veit und Friedhof HERIS-ID: 54308 Objekt-ID: 62522                           | Hauptstraße Standort KG: Micheldorf     | Die im Kern romanische Kirche wurde im 18./19. Jh. mehrmals umgebaut. Sie enthält barocke Altäre, Freskenreste aus dem 14. Jh., und Deckengemälde aus dem 19. Jh.                                  | BDA-Hist.: Q1340446 Status: § 2a Stand der BDA-Liste: 2025-06-30 Name: Kath. Pfarrkirche hl. Veit und Friedhof GstNr.: .41 Pfarrkirche hl. Veit, Micheldorf                |
| ja   | Datei hochladen | Sog. Thurnhof, mittelalterlicher Turm, ehem. Volksschule HERIS-ID: 45273 Objekt-ID: 46490seit 2019 | Hirter Straße 1 Standort KG: Micheldorf | 2015 wurde in dem ehemaligen Schulgebäude und Gewerkensitz ein Gebäudekern aus dem 13. Jahrhundert entdeckt: Reste eines um 1250 erwähnten Turmes.                                                 | BDA-Hist.: Q105643160 Status: Bescheid Stand der BDA-Liste: 2025-06-30 Name: Sog. Thurnhof, mittelalterlicher Turm, ehem. Volksschule GstNr.: .40 Thurnhof, Micheldorf     |